# 뉴저지주의 통계 지구

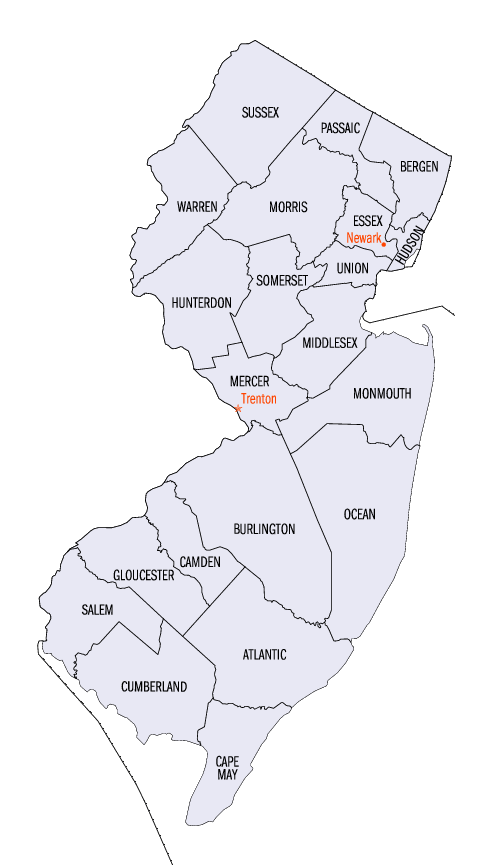
뉴저지 주의 군들

뉴저지의 주기

뉴저지의 통계 지구(New Jersey Statistical Area)는 뉴저지 주에 있는 통계 지구이다.

## 범례
| 범례      | 의미                                   |
| --------- | -------------------------------------- |
|           | 코네티컷에 속하는 지역                 |
|           | 뉴욕에 속하는 지역                     |
|           | 펜실베이니아에 속하는 지역             |
|           | 델라웨어에 속하는 지역                 |
|           | 메릴랜드에 속하는 지역                 |
|           | 2개의 주 이상에 걸친 지역(뉴저지 해당) |
| 초록 글씨 | 다른 주에 속하는 지역의 인구 수        |
| 파란 글씨 | 뉴저지와 다른 주에 걸친 지역의 인구 수 |

## 배치도
| 복합 통계 지구            | 인구                 | 핵심 기반 통계 지구             | 인구                 | 군           | 인구      |
| ------------------------- | -------------------- | ------------------------------- | -------------------- | ------------ | --------- |
| 뉴욕-뉴어크 지구          | 22,589,036 6,965,846 | 뉴욕-뉴어크-저지시티 지구       | 19,216,182 6,598,416 | 킹스         | 2,559,903 |
| 뉴욕-뉴어크 지구          | 22,589,036 6,965,846 | 뉴욕-뉴어크-저지시티 지구       | 19,216,182 6,598,416 | 퀸스         | 2,253,858 |
| 뉴욕-뉴어크 지구          | 22,589,036 6,965,846 | 뉴욕-뉴어크-저지시티 지구       | 19,216,182 6,598,416 | 뉴욕         | 1,628,706 |
| 뉴욕-뉴어크 지구          | 22,589,036 6,965,846 | 뉴욕-뉴어크-저지시티 지구       | 19,216,182 6,598,416 | 서퍽         | 1,476,601 |
| 뉴욕-뉴어크 지구          | 22,589,036 6,965,846 | 뉴욕-뉴어크-저지시티 지구       | 19,216,182 6,598,416 | 브롱크스     | 1,418,207 |
| 뉴욕-뉴어크 지구          | 22,589,036 6,965,846 | 뉴욕-뉴어크-저지시티 지구       | 19,216,182 6,598,416 | 나소         | 1,356,924 |
| 뉴욕-뉴어크 지구          | 22,589,036 6,965,846 | 뉴욕-뉴어크-저지시티 지구       | 19,216,182 6,598,416 | 웨스트체스터 | 967,506   |
| 뉴욕-뉴어크 지구          | 22,589,036 6,965,846 | 뉴욕-뉴어크-저지시티 지구       | 19,216,182 6,598,416 | 버건         | 932,202   |
| 뉴욕-뉴어크 지구          | 22,589,036 6,965,846 | 뉴욕-뉴어크-저지시티 지구       | 19,216,182 6,598,416 | 미들섹스     | 825,062   |
| 뉴욕-뉴어크 지구          | 22,589,036 6,965,846 | 뉴욕-뉴어크-저지시티 지구       | 19,216,182 6,598,416 | 에식스       | 798,975   |
| 뉴욕-뉴어크 지구          | 22,589,036 6,965,846 | 뉴욕-뉴어크-저지시티 지구       | 19,216,182 6,598,416 | 허드슨       | 672,391   |
| 뉴욕-뉴어크 지구          | 22,589,036 6,965,846 | 뉴욕-뉴어크-저지시티 지구       | 19,216,182 6,598,416 | 먼마우스     | 618,795   |
| 뉴욕-뉴어크 지구          | 22,589,036 6,965,846 | 뉴욕-뉴어크-저지시티 지구       | 19,216,182 6,598,416 | 오션         | 607,186   |
| 뉴욕-뉴어크 지구          | 22,589,036 6,965,846 | 뉴욕-뉴어크-저지시티 지구       | 19,216,182 6,598,416 | 유니언       | 556,341   |
| 뉴욕-뉴어크 지구          | 22,589,036 6,965,846 | 뉴욕-뉴어크-저지시티 지구       | 19,216,182 6,598,416 | 퍼세이익     | 501,826   |
| 뉴욕-뉴어크 지구          | 22,589,036 6,965,846 | 뉴욕-뉴어크-저지시티 지구       | 19,216,182 6,598,416 | 모리스       | 491,845   |
| 뉴욕-뉴어크 지구          | 22,589,036 6,965,846 | 뉴욕-뉴어크-저지시티 지구       | 19,216,182 6,598,416 | 리치먼드     | 476,143   |
| 뉴욕-뉴어크 지구          | 22,589,036 6,965,846 | 뉴욕-뉴어크-저지시티 지구       | 19,216,182 6,598,416 | 서머싯       | 328,934   |
| 뉴욕-뉴어크 지구          | 22,589,036 6,965,846 | 뉴욕-뉴어크-저지시티 지구       | 19,216,182 6,598,416 | 로클랜드     | 325,789   |
| 뉴욕-뉴어크 지구          | 22,589,036 6,965,846 | 뉴욕-뉴어크-저지시티 지구       | 19,216,182 6,598,416 | 서식스       | 140,488   |
| 뉴욕-뉴어크 지구          | 22,589,036 6,965,846 | 뉴욕-뉴어크-저지시티 지구       | 19,216,182 6,598,416 | 헌터든       | 124,371   |
| 뉴욕-뉴어크 지구          | 22,589,036 6,965,846 | 뉴욕-뉴어크-저지시티 지구       | 19,216,182 6,598,416 | 퍼트넘       | 98,320    |
| 뉴욕-뉴어크 지구          | 22,589,036 6,965,846 | 뉴욕-뉴어크-저지시티 지구       | 19,216,182 6,598,416 | 파이크       | 55,809    |
| 뉴욕-뉴어크 지구          | 22,589,036 6,965,846 | 브리지포트-스탬퍼드-노워크 지구 | 943,332              | 페어필드     | 943,332   |
| 뉴욕-뉴어크 지구          | 22,589,036 6,965,846 | 뉴헤이븐-밀퍼드 지구            | 854,757              | 뉴헤이븐     | 854,757   |
| 뉴욕-뉴어크 지구          | 22,589,036 6,965,846 | 포킵시-뉴버그-미들타운 지구     | 679,158              | 오렌지       | 384,940   |
| 뉴욕-뉴어크 지구          | 22,589,036 6,965,846 | 포킵시-뉴버그-미들타운 지구     | 679,158              | 더치스       | 294,218   |
| 뉴욕-뉴어크 지구          | 22,589,036 6,965,846 | 트렌턴-프린스턴 지구            | 367,430              | 머서         | 367,430   |
| 뉴욕-뉴어크 지구          | 22,589,036 6,965,846 | 토링턴 지구                     | 180,333              | 리치필드     | 180,333   |
| 뉴욕-뉴어크 지구          | 22,589,036 6,965,846 | 킹스턴 지구                     | 177,573              | 얼스터       | 177,573   |
| 뉴욕-뉴어크 지구          | 22,589,036 6,965,846 | 이스트스트라우즈버그 지구       | 170,271              | 먼로         | 170,271   |
| 필라델피아-레딩-캠던 지구 | 7,209,620 1,811,077  | 필라델피아-캠던-윌밍턴 지구     | 6,102,434 1,305,841  | 필라델피아   | 1,584,064 |
| 필라델피아-레딩-캠던 지구 | 7,209,620 1,811,077  | 필라델피아-캠던-윌밍턴 지구     | 6,102,434 1,305,841  | 몽고메리     | 830,915   |
| 필라델피아-레딩-캠던 지구 | 7,209,620 1,811,077  | 필라델피아-캠던-윌밍턴 지구     | 6,102,434 1,305,841  | 벅스         | 628,270   |
| 필라델피아-레딩-캠던 지구 | 7,209,620 1,811,077  | 필라델피아-캠던-윌밍턴 지구     | 6,102,434 1,305,841  | 델라웨어     | 566,747   |
| 필라델피아-레딩-캠던 지구 | 7,209,620 1,811,077  | 필라델피아-캠던-윌밍턴 지구     | 6,102,434 1,305,841  | 뉴캐슬       | 558,753   |
| 필라델피아-레딩-캠던 지구 | 7,209,620 1,811,077  | 필라델피아-캠던-윌밍턴 지구     | 6,102,434 1,305,841  | 체스터       | 524,989   |
| 필라델피아-레딩-캠던 지구 | 7,209,620 1,811,077  | 필라델피아-캠던-윌밍턴 지구     | 6,102,434 1,305,841  | 캠던         | 506,471   |
| 필라델피아-레딩-캠던 지구 | 7,209,620 1,811,077  | 필라델피아-캠던-윌밍턴 지구     | 6,102,434 1,305,841  | 벌링턴       | 445,349   |
| 필라델피아-레딩-캠던 지구 | 7,209,620 1,811,077  | 필라델피아-캠던-윌밍턴 지구     | 6,102,434 1,305,841  | 글로스터     | 291,636   |
| 필라델피아-레딩-캠던 지구 | 7,209,620 1,811,077  | 필라델피아-캠던-윌밍턴 지구     | 6,102,434 1,305,841  | 세실         | 102,855   |
| 필라델피아-레딩-캠던 지구 | 7,209,620 1,811,077  | 필라델피아-캠던-윌밍턴 지구     | 6,102,434 1,305,841  | 살렘         | 62,385    |
| 필라델피아-레딩-캠던 지구 | 7,209,620 1,811,077  | 레딩 지구                       | 421,164              | 버크스       | 421,164   |
| 필라델피아-레딩-캠던 지구 | 7,209,620 1,811,077  | 애틀랜틱시티-해먼턴 지구        | 263,670              | 애틀랜틱     | 263,670   |
| 필라델피아-레딩-캠던 지구 | 7,209,620 1,811,077  | 도버 지구                       | 180,786              | 켄트         | 180,786   |
| 필라델피아-레딩-캠던 지구 | 7,209,620 1,811,077  | 바인랜드-밀빌-브리지튼 지구     | 149,527              | 컴벌랜드     | 149,527   |
| 필라델피아-레딩-캠던 지구 | 7,209,620 1,811,077  | 오션시티 지구                   | 92,039               | 케이프메이   | 92,039    |
| 없음                      | 없음                 | 앨런타운-베슬리헴-이스턴 지구   | 844,052 105,267      | 리하이       | 369,318   |
| 없음                      | 없음                 | 앨런타운-베슬리헴-이스턴 지구   | 844,052 105,267      | 노샘프턴     | 305,285   |
| 없음                      | 없음                 | 앨런타운-베슬리헴-이스턴 지구   | 844,052 105,267      | 워런         | 105,267   |
| 없음                      | 없음                 | 앨런타운-베슬리헴-이스턴 지구   | 844,052 105,267      | 카본         | 64,182    |
| 뉴저지                    | 뉴저지               | 뉴저지                          | 뉴저지               | 뉴저지       | 8,882,190 |

## 참고
- 인구 수는 2019년 기준이며 단위는 '명'이다.
- 머서군은 뉴저지주 행정 기관들이 있는 트렌턴이 있기 때문에 굵은 글씨로 표기했다.

## 같이 보기
- 대도시 통계 지구